# Karl Anselm d'Urach
 (décembre 2014).
Si vous disposez d'ouvrages ou d'articles de référence ou si vous connaissez des sites web de qualité traitant du thème abordé ici, merci de compléter l'article en donnant les références utiles à sa vérifiabilité et en les liant à la section « Notes et références ».
Titre
Prétendant au trône de Lituanie
Depuis le 15 août 1981
(43 ans, 6 mois et 27 jours)
Karl Anselm d'Urach (né à Ratisbonne le 5 février 1955) est le prétendant au trône de Lituanie depuis 1981, et porte les titres de courtoisie de comte de Wurtemberg et de duc d'Urach. Il est le chef de la branche morganatique d'Urach de la maison de Wurtemberg.

## Biographie
Il est né à Ratisbonne, en Allemagne, et est le fils aîné du prince Eberhard d'Urach (1907-1969) et de la princesse Iniga von Thurn und Taxis (1925-2008), mariés en 1948. Il est un petit-fils de Guillaume d'Urach qui a été, du 11 juillet 1918 jusqu'au mois de novembre 1918, le roi élu Mindaugas II de Lituanie.
En 1981, le prince Karl Anselm succède à son oncle Karl Gero, qui était le quatrième duc d'Urach. Il porte le titre ducal jusqu'en 1991 et y renonce en raison de son mariage morganatique. Son frère cadet Wilhelm Albert (né en 1957) lui succède dans ses titres, mais contracte, lui aussi, un mariage morganatique avec Karin von Brauchitsch, issue de la petite noblesse non titrée allemande, en 1992. 
Donc son frère puiné, le prince Inigo (né en 1962), en visite en Lituanie, a annoncé que si le trône lituanien lui était proposé, il serait prêt à l'assumer. Néanmoins, le prince Karl Anselm, n'ayant jamais renoncé à ses droits lituaniens (distinctifs de ses droits ducaux allemands), demeure, jusqu'à une éventuelle clarification, chef de la Maison royale de Lituanie[réf. nécessaire]. 
Ingénieur agronome, Karl Anselm est le propriétaire du domaine forestier Greshornish d'Inverness en Écosse.

## Mariages et descendance
Karl Anselm d'Urach épouse à Stuttgart, en premières noces, le 9 février 1991, Saskia Wüsthof (née à Gräfelfing le 25 février 1968), puis divorce en 1996. 
Ils ont eu deux enfants :
- Wilhelm d'Urach, né Munich le 8 juillet 1991 ;
- Maximilian d'Urach, né à Munich le 5 mai 1993

Karl Anselm se remarie le 2 septembre 2014 avec Uta Maria Priemer (née en 1964), divorcée de Detlev von Bülow.